# Europarlamentari della Grecia della IX legislatura
Gli europarlamentari della Grecia della IX legislatura, eletti in occasione delle elezioni europee del 2019, sono stati i seguenti.

## Composizione storica
| Europarlamentare             | Lista                                                           | Gruppo  |
| ---------------------------- | --------------------------------------------------------------- | ------- |
| Nikos Androulakis            | Movimento per il Cambiamento (Movimento Socialista Panellenico) | S&D     |
| Konstantinos Arvanitis       | Coalizione della Sinistra Radicale                              | GUE/NGL |
| Anna-Michelle Asimakopoulou  | Nuova Democrazia                                                | PPE     |
| Alexis Georgoulis            | Coalizione della Sinistra Radicale                              | GUE/NGL |
| Eva Kailī                    | Movimento per il Cambiamento (Movimento Socialista Panellenico) | S&D     |
| Manolis Kefalogiannis        | Nuova Democrazia                                                | PPE     |
| Petros Kokkalis              | Coalizione della Sinistra Radicale                              | GUE/NGL |
| Athanasios Konstantinou      | Alba Dorata                                                     | NI      |
| Stelios Kouloglou            | Coalizione della Sinistra Radicale                              | GUE/NGL |
| Elena Kountoura              | Coalizione della Sinistra Radicale                              | GUE/NGL |
| Stelios Kympouropoulos       | Nuova Democrazia                                                | PPE     |
| Georgios Kyrtsos             | Nuova Democrazia                                                | PPE     |
| Ioannis Lagos                | Alba Dorata (Coscienza Popolare Nazionale - ELASYN)             | NI      |
| Vangelīs Meimarakīs          | Nuova Democrazia                                                | PPE     |
| Lefteris Nikolaou-Alavanos   | Partito Comunista di Grecia                                     | NI      |
| Kostas Papadakis             | Partito Comunista di Grecia                                     | NI      |
| Dimitrios Papadimoulis       | Coalizione della Sinistra Radicale                              | GUE/NGL |
| Maria Spyraki                | Nuova Democrazia                                                | PPE     |
| Kyriakos Velopoulos          | Soluzione Greca                                                 | ECR     |
| Elissavet Vozemberg-Vrionidi | Nuova Democrazia                                                | PPE     |
| Theodōros Zagorakīs          | Nuova Democrazia                                                | PPE     |

## Modifiche intervenute

### Soluzione Greca
- In data 10.07.2019 a Kyriakos Velopoulos subentra Emmanouil Fragkos.

### Movimento per il Cambiamento
- In data 03.05.2023 a Nikos Androulakis subentra Nikos Papandreou.